# شکوی الغریب عن الاوطان الی علماء البلدان
شکوی الغریب عن الاوطان الی علماء البلدان عنوان رساله‌ای کوتاه به زبان عربی از عین‌القضات همدانی است. عین‌القضات این رساله را در زندان بغداد و اندکی پیش از مرگ نوشته است. این رساله برای نخستین بار توسط یک پژوهشگر مراکشی ویرایش و در سال ۱۹۳۰ میلادی در پاریس به چاپ رسید سپس سی و دو سال بعد دیباچه آن به عربی توسط عفیف عسیران نوشته و در سال ۱۳۴۱ خورشیدی توسط انتشارات دانشگاه تهران چاپ شد. برگردان این اثر به فارسی از روی چاپ اخیر و توسط قاسم انصاری انجام گرفته است. این کتاب با عنوان دفاعیات عین‌القضات همدانی در سال ۱۳۶۰ در ۹۸ صفحه و توسط انتشارات منوچهری در تهران به چاپ رسیده‌ است.

## درون‌مایه
این رساله، نامهٔ سرگشاده‌ای است که عین‌القضات، در زندان بغداد، در دفاع از خود در برابر اتهاماتی مانند دعوی نبوت، صوفی‌گری و اعتقاد به اتحاد خالق و مخلوق، نوشت و برای علمای مسلمان فرستاد. به دلیل آن که زبان علمی عالمان مسلمان هم‌عصر عین‌القضات عربی بود، متن رساله به زبان عربی است.